# Unión Nacionalsocialista de Finlandia
La Unión Nacionalsocialista de Finlandia (finlandés: Suomen Kansallissosialistinen Liitto, SKSL), más tarde renombrado como Partido Fino-Socialista (Suomalaissosialistinen puolue), fue un partido político nacionalsocialista finlandés activo en la década de 1930, cuyo impulsor e ideólogo fue el profesor Yrjö Ruutu. Con una ideología basada en las teorías de Ruutu, el partido llegó a rechazar el nacionalsocialismo ortodoxo alemán.
Recibió 1,406 votos en las elecciones parlamentarias finlandesas de 1933.
Varios políticos prominentes de la facción derechista del Partido Socialdemócrata de Finlandia de la posguerra comenzaron sus carreras políticas en el partido de Ruutu.

## Historia
La SKSL fue fundada el 7 de septiembre de 1932. Además de Ruutu, quien fue elegido presidente y declarado el "lider" del partido (análogo al Führer), la primera junta directiva del partido incluía a Paavo Virtanen, Heikki Waris y Juhani Konkka. La nueva organización había sido planeada durante varios años y tenía sus raíces en la Asociación Vasama, fundada por Ruutu en 1924. En el otoño de 1932, el nombre de la organización fue cambiado a Asociación Nacionalsocialista de Helsinki, y se convirtió en la rama local de la SKSL. Kansallissosialisti (Nacionalsocialista), un órgano del partido, también comenzó a aparecer en septiembre. La SKSL recibió apoyo, entre otros, del Sindicato de Trabajadores Libres, del cual se separó un grupo liderado por Einar Lindholm. En el invierno de 1932-1933, la SKSL organizó numerosos eventos que atrajeron a cientos de personas.
El partido utilizaba uniformes, el saludo romano y esvásticas. Ruutu también fue el primero en introducir el concepto de Volksgemeinschaft en el léxico político finlandés. Ruutu se sintió atraído por el fascismo debido a la promesa de eliminar el conflicto de clases y una teoría económica que prioriza el "todo nacional". La ideología de Ruutu estaba más cerca del ala izquierda del partido nacionalsocialista. Sin embargo, esto no fue un obstáculo para unirse a prominentes nazis ortodoxos finlandeses como Yrjö Raikas y Ensio Uoti, y los miembros del partido fueron reclutados más tarde para las Waffen SS.
Después de que Hitler llegara al poder en 1933, Ruutu comenzó a criticar a los nazis alemanes, especialmente después de que Hitler destruyera a los strasseristas y a las Sturmabteilung en 1934. Para Ruutu, Hitler y Goebbels eran traidores del verdadero nacionalsocialismo que se habían vendido a las grandes empresas. Ruutu expulsó a los partidarios del nazismo hitleriano de su partido y adoptó el nuevo nombre de Partido Fino-Socialista. El periódico del partido publicó artículos elogiando al presidente turco Kemal Atatürk y su "socialismo turco" o kemalismo.
La SKSL competía con la Organización del Pueblo Finlandés (Suomen Kansan Järjestö, SKJ) liderada por el capitán Arvi Kalsta, otra importante organización nazi finlandesa. La SKSL y la SKJ estaban en desacuerdo sobre la cuestión del idioma. Mientras la SKSL insistía en el nacionalismo de lengua finesa, la SKJ era bilingüe, tenía muchos prominentes nazis finlandeses de habla sueca como Hjalmar von Bonsdorff y el amigo personal de Himmler, Thorvald Oljemark, y era popular entre la población de habla sueca de Uusimaa.